# Turingery
Die Turingery (auch genannt: Turingismus oder Turing's Method) war eine vom britischen Kryptoanalytiker Alan Turing im Juli 1942 in der Forschungsabteilung von Bletchley Park (B.P.) ersonnene und nach ihm benannte kryptanalytische Methode zum Bruch der von der deutschen  Wehrmacht im Zweiten Weltkrieg zur Verschlüsselung ihrer hochgeheimen strategischen Funkfernschreibverbindungen eingesetzten Lorenz-Schlüsselmaschine (Eigenbezeichnung: Schlüsselzusatz 40; kurz: SZ 40; englischer Deckname Tunny; deutsch „Thunfisch“).

## Vorgeschichte

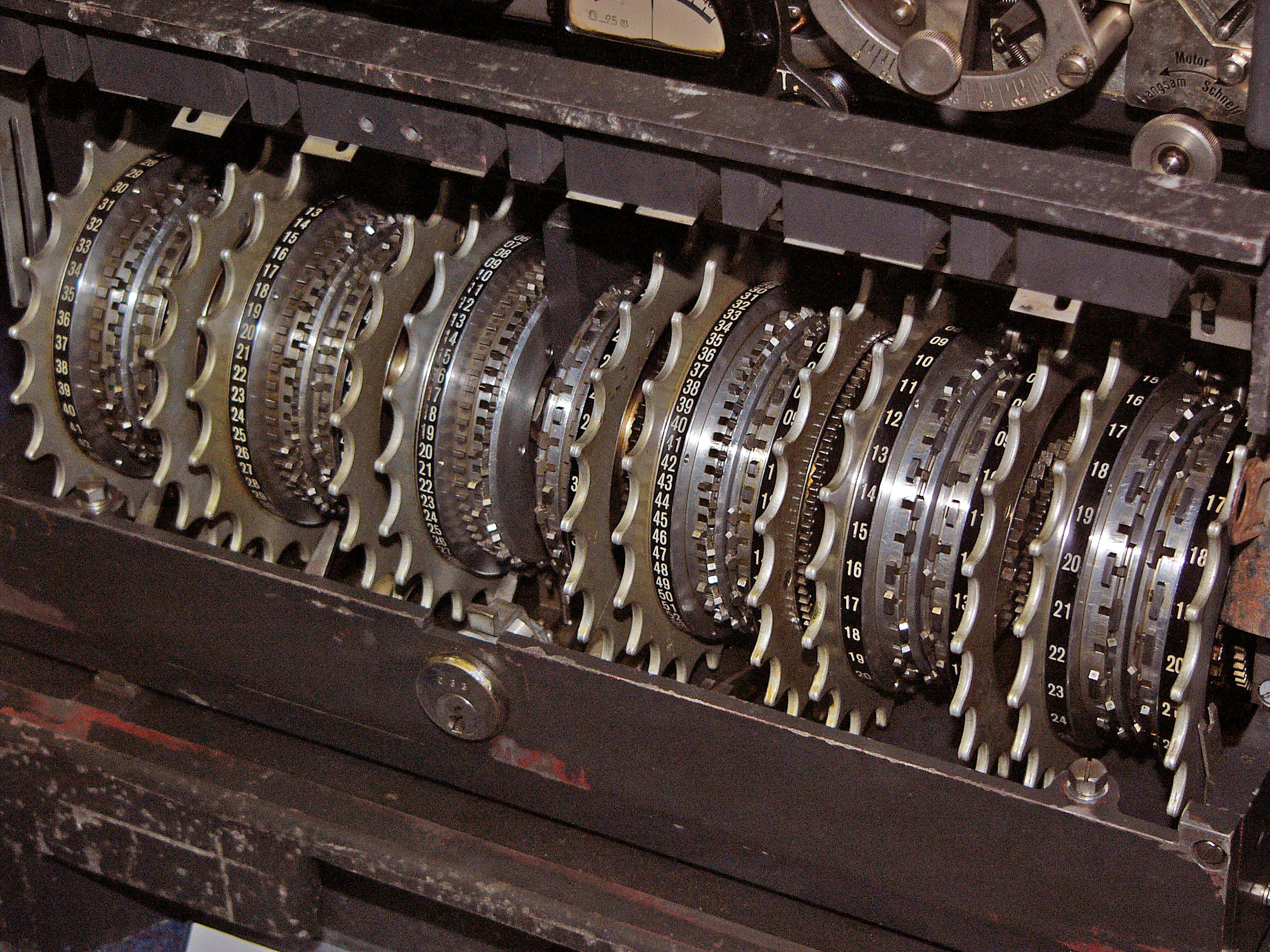
Den britischen Codebreakers gelang die Ermittlung der schlüsselabhängigen Nockeneinstellung der einzelnen Räder des SZ 40, genannt wheel breaking.

Nach geglücktem ersten Einbruch in zwei von den Briten am 30. August 1941 abgefangene deutsche Funksprüche von der Funkfernschreibstrecke von Athen nach Wien durch den britischen Kryptoanalytiker John Tiltman und anschließender Aufklärung der grundlegenden Funktionsweise der deutschen Rotor-Schlüsselmaschine durch den britischen Codebreaker Bill Tutte ging es darum, weiter Tunny-Nachrichten mit anderen Schlüsseln brechen zu können. Dazu war es erforderlich, die von den Deutschen schlüsselabhängig gewählte Einstellung der insgesamt 501 (= 43 + 47 + 51 + 53 + 59 + 37 + 61 + 41 + 31 + 29 + 26 + 23) frei einstellbaren Nocken (englisch cams) zu erschließen. Dieser wichtige Schritt wurde als wheel breaking (deutsch „Walzenbrechen“) bezeichnet.

## Methode

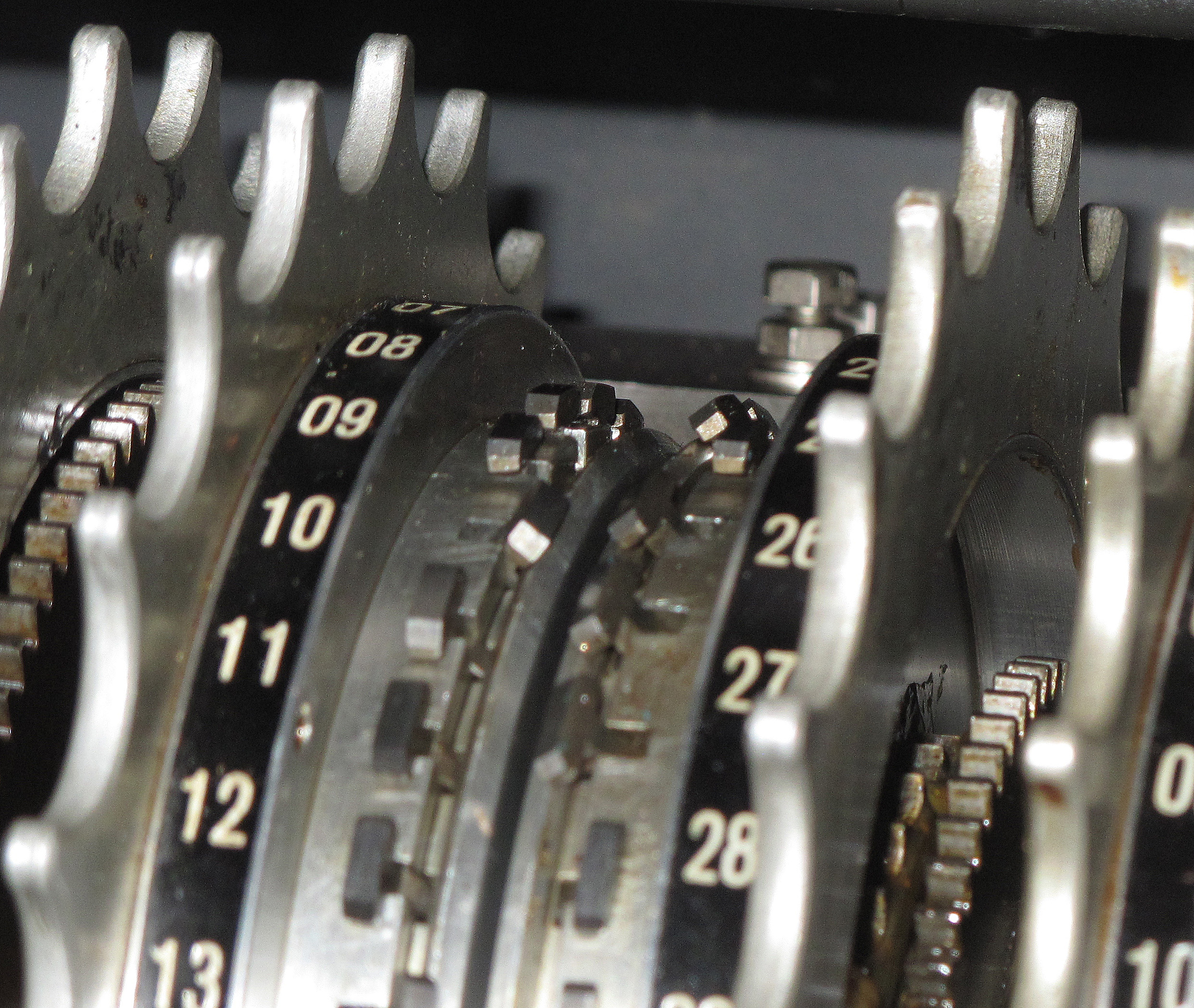
Schlüsselräder der Maschine mit gut sichtbaren Schaltnocken

Am 1. Juli 1942 übernahm die Testery unter der Leitung von Ralph Tester diese Aufgabe und führte sie bis zum Kriegsende in Europa erfolgreich fort. Dazu verwendete sie zunächst die von Turing entwickelte Methode. Diese basiert auf der Differenzbildung zweier abgefangener Funksprüche, die als depth verdächtigt wurden. Damit sind zwei Geheimtexte gemeint, die mit demselben, oder zumindest „fast“ gleichem, möglicherweise leicht „phasenverschobenem“, Schlüssel verschlüsselt worden waren. (Der deutsche Fachbegriff für diesen Fall ist „Klartext-Klartext-Kompromittierung“.) Ein wichtiges Indiz dafür erkannten die Briten in dem von den Deutschen zu dieser Zeit noch allzu sorglos gewähltem zwölfstelligen indicator (Spruchschlüssel), wie beispielsweise HQIBPEXEZMUG, der die Anfangsstellungen der zwölf wheels („Räder“, wie es die Deutschen nannten) spezifizierte.
Durch Differenzbildung zweier abgefangener und phasenrichtig justierter depths konnten die Briten den Schlüssel erschließen und anschließend dessen Charakteristiken untersuchen. Dabei benutzten sie, so wie Turing es vorgeschlagen hatte, statistische Methoden, die die Schwäche der verwendeten mechanischen „pseudo-zufälligen“ Rotation der fünf Spring-Räder der deutschen Maschine ausnutze.

“Turingery introduced the principle that the key differenced at one, now called ΔΚ, could yield information unobtainable from ordinary key. This Δ principle was to be the fundamental basis of nearly all statistical methods of wheel-breaking and setting.”

„Die Turingery führte das Prinzip ein, dass eine Schlüsseldifferenz, nun genannt ΔΚ, Informationen erbringen konnte, die von einem gewöhnlichen Schlüssel nicht abgeleitet werden konnten. Dieses Δ-Prinzip wurde die grundlegende Basis für nahezu alle statistische Methoden zum Walzenbrechen und zur Stellung[sermittlung der Walzen].“